# IS-2
IS-2는 IS 전차 계열의 첫 전차이다.  이후 IS-2로 재명명되었다. 제2차 세계 대전 말기에 처음으로 실전에 투입되었으며, 전후 소련의 여러 동맹국 및 위성국이 이 전차를 운용했다.

## 디자인

### IS-1

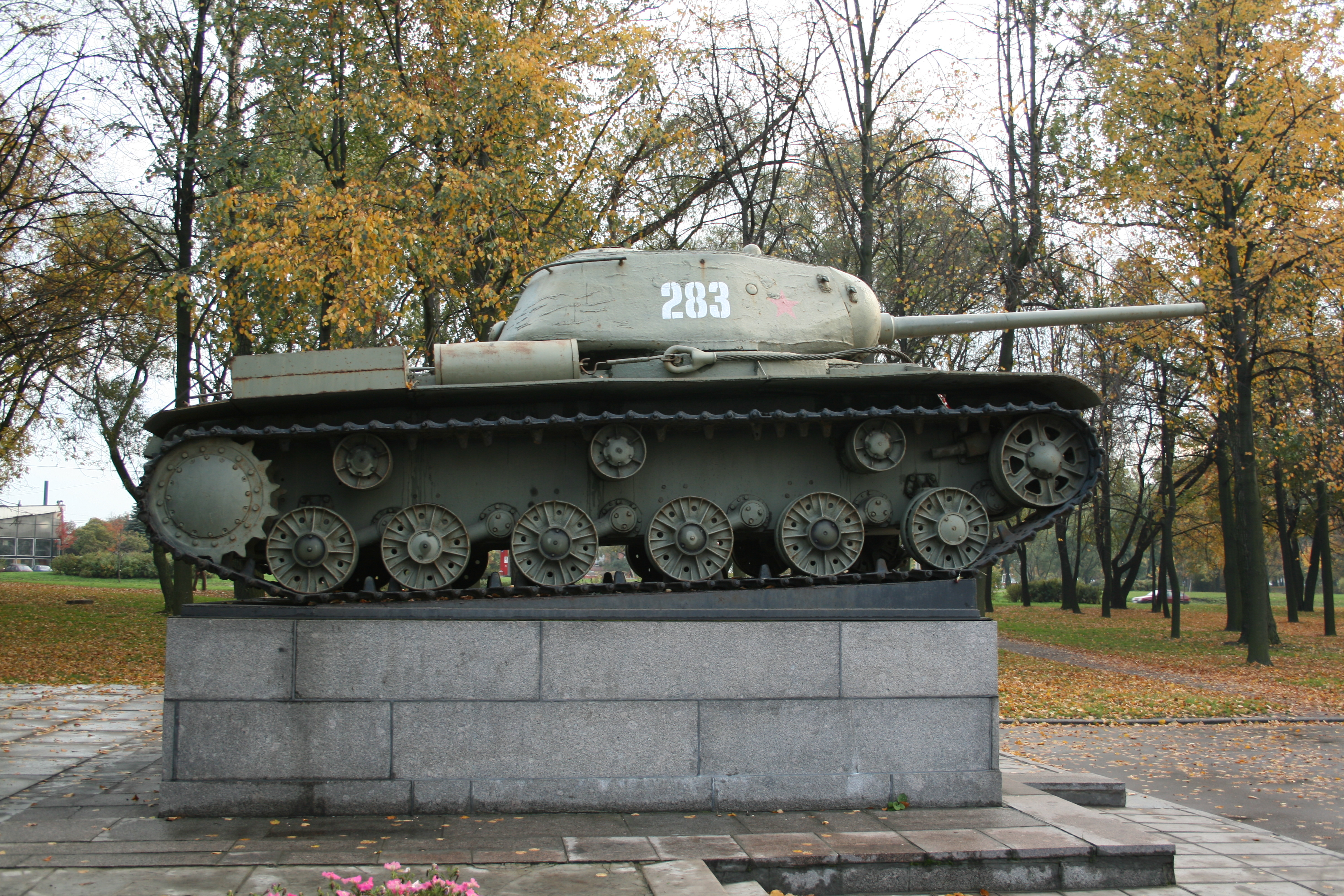
KV-85은 IS 전차가 나오기 이전까지 전쟁의 최우선 해결책으로 여겨졌다. KV-85는 모든 IS 전차의 기본적인 요소들을 가지고 있다..

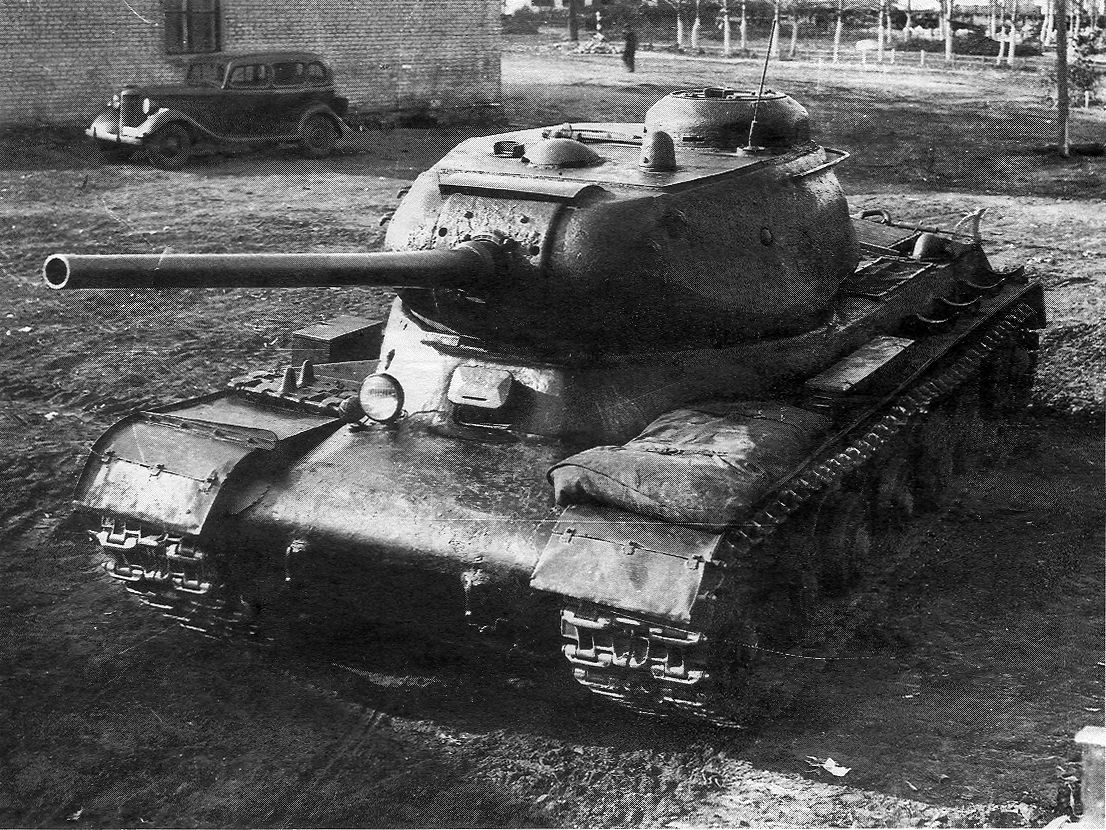
IS-85 (IS-1) 시제형은 85 mm 방공포 M1939로 무장했다. 개조판인 IS-2는 122 mm 포 M1931/37로 주포가 변경되었다.

KV-1은 열악한 기동성과 T-34 중형전차보다 포구경이 더 작다는 이유로 비판을 받아왔다. 또한 T-34보다 비쌌으며, 전투력은 오히려 더 떨어졌다. 소련은 KV-1 생산라인 중 일부를 T-34를 생산하는 라인으로 교체했다. 이로 인해 일각에서 KV-1의 생산이 중단되고 SKB-2 기획국이 폐지될 것이라는 우려가 제기되었다. 1942년 이러한 문제는 KV-1S 전차가 생산되면서 부분적으로 해결되었는데, KV-1S는 KV-1보다 장갑이 얇아 더 가볍고 빨랐다. T-34와도 경쟁력을 갖췄지만 두꺼운 장갑이 없어졌다는 문제가 발생했다. 이로 인해 KV-1S의 생산은 점차 SU-152를 생산하는 것으로 교체되었고, 1943년 4월 완전히 중단되었다.
독일 티거 전차를 1943년 1월 노획한 소련 정부는 새로운 중전차를 개발하기로 결정하고 오브제 237이라는 암호명을 붙였다. 오브제 237이 완성되기 이전, 1943년 여름에 격렬한 전차전이 벌어졌고, 이에 대한 전차의 수요가 급증했다. 두코프가 임시방편인 KV 전차, KV85를 만들었고, 이 전차는 SU-85의 주포 D-5T에서 유래한 85 mm 방공포 m1939 (52-K)가 탑재되었다. KV-85는 KV-1S의 차체에 오브제 237의 포탑을 달았다. 1943년 9월부터 10월까지 130대의 KV-85 전차가 양산되었다. KV-1S처럼 KV-85도 제한적인 수가 운용되었다.